# Gliese 87
Gliese 87 is een hoofdreeksster van het type M1, gelegen in het sterrenbeeld Cetus op 34,3 lichtjaar van de Zon. De ster heeft een baansnelheid rond het galactisch centrum van 126,2 km/s.